# Tex Thompson (Mister America, Americommando)
Harold "Tex" Thompson (Conocido por sus alter ego como Mr. America o Americommando), es un superhéroe ficticio, creado para la editorial DC Comics. Fue creado por Ken Fitch y Bernard Baily, y su primera aparición fue como una historia secundaria en las páginas de Action Comics Vol. 1 #1 (junio de 1938), justamente el mismo cómic que presentó a Superman.

## Biografía del personaje ficticio
Tex Thompson es originalmente un chico rubio de Texas, que deja un posible futuro como barón millonario del petróleo para seguir un estilo de vida más aventurero con su amigo Bob Daley. Esto cambiaría en 1940 cuando los nazis hunden un crucero estadounidense que llevaba comida hacia Europa. Thompson estaba vigilando las noticias y la ruta del trasatlántico, y que en ese momento, se les había creído muertos. Debido a este terrible desastre, Tex decide colocarse un traje con inspiración patriótica, tiñéndose el cabello de color negro y usar un látigo para luchar por su país bajo la identidad como Mister America. También lucía una capa que había fabricado a partir del uso de una Alfombra que había modificado con productos químicos, y, durante algún tiempo, esta se duplicó, y que le permitió darle múltiples usos. Su amigo Bob Daley le siguió en esta aventura, por lo que usaría un traje casero (similar al de Tornado Rojo original) y se convirtió en su compañero como "Fatman."

### ComoAmericommando
Mister America con el tiempo fue aceptado como miembro del All-Star Squadron, pero su contribución al esfuerzo por ganar la guerra llegaría más adelante: El mismísimo presidente de los Estados Unidos, Franklin D. Roosevelt le pide a Thompson que luche contra los nazis directamente en el frente Alemán, pero utilizando el estandarte y alias de Americommando. Thompson acepta, pero se convierte en "Hauptmann Riker" (nombre clave que utiliza cuando se infiltra en la Gestapo). Sus adversarios más frecuentes son: Mister Ito (también conocido como "The Little One"), un diminuto asesino germano-japonés y "The Queen Bee". Dentro de su papel como espía, trabajó para los estadounidenses durante varios años infiltrado en las filas enemigas.
Su última aparición como Americommando sería en las páginas del cómic The Justice Society Returns: National Comics #1: Mr. Terrific aparece teniendo un encuentro con Tex Thompson durante el bombardeo a la ciudad alemana de Dresde y los dos trabajan juntos para lograr salvar vidas de civiles alemanes inocentes. Después de que Thompson le revela a Mr. Terrific que no hay fábricas de municiones en Dresde para que los aliados la bombardeen, Thompson ingresa a un edificio en llamas para salvar a una niña pequeña. El edificio se derrumbaría a su alrededor y nunca más se le volvería a ver.

### Hero Hotline
Tex Thompson aparece nuevamente, revelando que no murió en combate; luego emergiría para crear su propio equipo de héroes, conocido como Héroes Hotline. Mientras dirigía esta organización Thompson toma el nombre de The Coordinator. Solo apareció como una figura en una pantalla de comunicación, por lo que nadie sabía que era realmente Thompson, sin embargo, su identidad sería revelada por el escritor de "Hero Hotline", Bob Rozakis.

## Poderes y habilidades
A pesar de que no posee poderes, es un habilidoso combatiente cuerpo a cuerpo, usa armamento como defensa, y posee un gran conocimiento en ciencias, es especialista en operaciones de contraespionaje debido a sus años como agente encubierto. Además posee una Alfombra que fue duplicada para múltiples usos, entre ellos una modificación para volar y utilizar como capa.

## Otras versiones
- En las páginas del cómic Freedom Fighters Vol. 1 #-6, 7-8 (abril, junio y agosto de 1977),[8] el villano conocido como Silver Ghost usurpa la identidad de Americommando, apareciendo líder del equipo conocido como los Crusaders (siendo una parodia del Capitán América y los Invaders). Esta versión del personaje fue la inspiración de un personaje que tenía su residencia en Tierra-8, y el nombre moderno de un villano de los Freedom Fighters.
- En las páginas de la miniserie de Countdown Presents: Lord Havok and the Extremists (diciembre-mayo del 2007-2008),[9] otra versión de Americommando de Tierra-8 lidera una organización análoga a los Avengers llamada Meta Militia, que combate a los Extremists.
- De nuevo en otra serie de Uncle Sam and the Freedom Fighters, Vol.2 aparecería una nueva versión de Americommando, siendo un agente de la organización paranormal y metahumana conocida como SHADE siendo este su líder de campo. Él mata a su propio velocista, llamado Spin Doctor, por responderle contrariamente.
- En la historieta elseworld denominada Kingdom Come, aparece una versión de Americommando como un villano menor. Después de la destrucción de Kansas, Americommando junto con Braintrust y los Minutemen, intentan detener toda la inmigración que llega a los Estados Unidos. Él y su equipo son detenidos por Superman y la Liga de la Justicia.
- En las páginas del cómic Justice Society of America Vol.3 #1,[10] Aparece un nieto de Tex Thompson, llamado Trey Thompson, que también había adoptado el alter-ego de su abuelo como Mister América, acá aparece como un exagente del FBI que tomó la justicia por sus propias manos (donde debuta en el primer número de dicha serie y que posteriormente muere en el mismo número). El Doctor Medianoche nos da a entender que Trey estaba emparentado con Mister America original, cuando Mid-Nite menciona que el linaje de Mister America había desaparecido. Sin embargo, el ex-contacto de Trey con el FBI, Jeffrey Graves, toma el manto de su antiguo amigo al convertirse en el nuevo Mister America,[11] cuando este es despedido, se descubre la conexión del fallecido Trey con Jeffrey.[12] Jeffrey es aceptado como miembro de la Justice Society of America y continúa sirviendo como miembro activo. Él también posee un látigo, que luego es mejorado por Mister Terrific para que la punta del látigo explote con el impacto.[13]
- Tex Thompson tuvo un papel en la miniserie elseworld, The Gold Age. En esta historia, él es un luchador contra el crimen que desapareció del ojo estadounidense en 1942 para luchar contra la amenaza nazi desde adentro. Él mata al superhéroe alemán Parsifal y al propio Adolf Hitler. Regresaría a los Estados Unidos como todo un héroe y se convierte en senador con aspiraciones presidenciales.Organiza un programa para defender a los Estados Unidos de la amenaza Soviética con un nuevo grupo de superhéroes. El reúne a The Atom, Robotman, y a Dan Dunbara, y para su causa, utiliza a un grupo de científicos para que transformen a Dunbar en Dynaman "un superhéroe para la nueva era". Los héroes de esta historia descubrirían que el verdadero Tex fue asesinado durante la guerra. Sin embargo, el usurpador de su identidad fue el supervillano conocido como Ultra-Humanite. Ultra-Humanite le dijo a Hitler que Thompson era un espía, entonces los nazis procedieron a asesinarle, y colocaron el cerebro de Ultra-Humanite en el cerebro de Tex. El experimento que creó a Dynaman fue en realidad un plan para colocar el cerebro de Hitler en el cuerpo de Dunbar. Sin embargo, Ultra-Humanite sería detenido por Manhunter, quien había sido testigo de dicha operación, sin embargo, había sufrido pérdida de memoria luego de golpearse la capbeza cuando intentaba escapar.